# Бербено
Бербѐно (на италиански: Berbenno; на ломбардски: Berben, Бербен) е село и община в Северна Италия, провинция Бергамо, регион Ломбардия. Разположено е на 675 m надморска височина. Населението на общината е 2379 души (към 2017 г.).